# Braniștea (Mehedinți)
Pour les articles homonymes, voir Braniștea.
Braniștea est une commune roumaine du județ de Mehedinți, dans la région historique de l'Olténie et dans la région de développement du Sud-Ouest.

## Géographie
La commune de Braniștea est située dans le sud-est du județ, dans la plaine de l'Olt (Câmpia Oltenie), à 62 km au sud-est de Drobeta Turnu-Severin, la préfecture du județ. La commune s'est constituée en 2004 par la séparation d'avec la commune de Vânători.
La commune est composée des deux villages suivants (population en 2002) :
- Braniștea (1 648), siège de la municipalité ;
- Goanța (593).

## Démographie
En 2002, la commune comptait 739 ménages et 848 logements. Les deux villages qui allaient former la nouvelle commune comptaient alors 2 246 habitants.
| 2002  | 2007  |
| ----- | ----- |
| 2 246 | 2 031 |

## Économie
L'économie de la commune est basée sur les grandes cultures (céréales surtout), le maraîchage et l'élevage.